# ハミングミント
ハミングミント（ラテン文字表記：Hummingmint）は、サンリオでデザインされた日本のキャラクター群。デザイナーは、山田和恵。
子鹿をモチーフにしたキャラクターで4 - 8歳の女児、ママ世代をターゲットにしていて、母娘のためのキャラクターとして展開されている。
北欧風のテキスタイルや洗練されたデザインが特徴的である。

## 来歴
2014年に制作。翌年1月15日に入園入学用品でデビュー。同年5月にはサンリオ公式YouTubeチャンネルにてプロモーションビデオが公開。
同年8月にはデンマークのコペンハーゲンで期間限定でキャラクターカフェを展開した。翌月9月には日本にも上陸した。同年12月には「北欧ファミリー DAYS 2015」のイメージキャラクターに就任した。

## プロフィール
2022年現在のプロフィールで今後変更する可能性がある。
- 本名：：ハミングミント
- 誕生日：3月10日 (北の空にあるミントグリーンのオーロラが美しく輝いた夜に誕生)
- 生誕地：北欧
- 出身地：はっけんのもり
- 性格：好奇心旺盛で怖いもの知らずだけどとっても優しい
- チャームポイント：白いハート模様の斑点とピンクのハート形の鼻先
- 趣味：歌を歌うこと
- 好きな食べ物：はっけんの森の果実

## サンリオキャラクター大賞の順位
『いちご新聞』の読者投票企画「サンリオキャラクター大賞」では第31回（2016年）の24位が歴代最高である。2020年代から急に転落し不況が続いている。
2020年は、コロナ関連によるサンリオショップの臨時休業が相次ぎ、思うようにサンリオショップ店頭からの投票（チップde投票）が出来なかったため、サンリオキャラクター大賞終了後の6月12日から30日にかけて、スピンアウト企画の 「チップde投票リターンズ」がサンリオショップ各店舗で開催された（この回の票は、公式にはサンリオキャラクター大賞本戦の結果には反映されない）。
- 2015年サンリオキャラクター大賞38位[4]

- 2016年サンリオキャラクター大賞24位[5]／ なでる投票46位[6]

- 2017年サンリオキャラクター大賞25位[7]
- 2018年サンリオキャラクター大賞40位[8]
- 2019年サンリオキャラクター大賞29位[9]
- 2020年サンリオキャラクター大賞55位[10]
- 2021年サンリオキャラクター大賞53位[11]
- 2022年サンリオキャラクター大賞61位[12]
- 2023年サンリオキャラクター大賞61位
- 2024年サンリオキャラクター大賞61位